# L'Effet de serre (chanson)
Ne pas confondre avec le gaz à effet de serre.
Singles de Shy'm
La Malice
(2014) On s'en va
(2015)
L'Effet de serre est le deuxième single issu de l'album Solitaire de la chanteuse française Shy'm. Le titre a été chanté par Shy’m lors des tournées Paradoxale Tour en 2015, Concerts Exceptionnels en 2018 et l’Agapé Tour en 2019.

## Genèse
L’Effet de Serre a été coécrit par le duo israëlien The Young Professionals - Ivri Lider et Johnny Goldstein. Ces derniers  ont été choisis par l’équipe de production de Shy’m pour travailler sur ce titre ainsi que Cape Town de Toi. C’est ainsi qu’ils expliquent : « Nous avons été présentés à son producteur. Et nous avons travaillé. Nous avons eu une bonne session au studio d’enregistrement ». The Young Professionals alias TYP ont précisé à propos de la chanteuse Shy’m que « c’est une si grande artiste tellement talentueuse » et donc « nous pensions que ce serait intéressant d’apporter notre son ». Résultat ? Un remix qui déchire !
Le duo a aussi expliqué : « Ils étaient très ouverts à un nouveau son et à un style différent de ce qu’elle a fait avant.

## Clip Vidéo
Le clip vidéo a été tourné le 22 novembre 2014 à Tel Aviv en Israël par le réalisateur Roy Raz, réalisateur des clips Lonely Lisa de Mylène Farmer et Echo (You and I) de Anggun, sort le 8 décembre 2014.
Le clip est constitué de plusieurs tableaux ayant un rapport avec le médical ou le corps. Shy’m a expliqué : « Dans la chanson j’illustre ce que je dis dans le texte, je parle de claustrophobie, comme on pourrait dire oui, une maladie. Voilà pourquoi j’ai voulu qu’il y ait un univers clinique chirurgical et ça s’est fait logiquement, dans des couleurs assez froides, dans un espèce (sic) de vert bleu blafard ».
Les coulisses du tournage sont dévoilées quelques jours avant la sortie du clip dans l'émission de M6 Absolument Stars. On y apprend qu’il y a eu beaucoup d’improvisation, et que la star a fait appel à une troupe de danse contemporaine très reconnue. Elle déclare : « Que de leçons que j’aime finalement, qui me parlent, qui m’inspirent que je trouve aussi super belles et esthétiques. Parce que finalement 20 corps, 20 corps qui se mélangent, on oublie, on s’oublie aussi du coup et on voit juste le côté artistique de la chose et on danse, on vit ».
Une seconde version du clip est sorti le 23 janvier 2015 . Il s’agit d’une version allongé et d’un titre revisité. Le titre devient plus électrique grâce au remix signé TYP, tandis que la chanteuse dévoile des séquences toujours plus sensuelle.

## Performances live
L’Effet de Serre a été interprété pour la première fois le 15 novembre 2014 à l’occasion de la demi-finale de Danse avec les stars sur TF1 où elle livre une performance controversées. Elle enchaînera les shows dans un certain nombre de shows télévisés dont la cérémonie des NRJ Music Awards 2014 le 13 décembre. A chacun des show, la chanteuse est habillée de lingerie blanche et chante sur un lit où elle semble seule avant d’être rejoint par plusieurs danseurs masculins également en sous-vêtements qui étaient cachés à différents endroits de la scène avant d’enchaîner des danses lascives évoquant une partie fine dont le centre d’attention est la chanteuse[réf. nécessaire].
Lors de la tournée du Paradoxale Tour, la chanteuse apparait vêtue d'une longue robe noire et réinterprète la chanson en version rock avec une mise en scène oppressante avec de nombreux danseurs confinés dans des boîtes et projetés à l'écran. Durant cette chanson, la chanteuse est comme possédée et s’arrache sa robe noire au fur et à mesure de la chanson jusqu’à n’avoir qu’un body noir puis disparaît de scène.

## Critiques
Lors de sa sortie, le clip fait immédiatement polémique auprès des critiques et des internautes avec des scènes toujours plus sensuelle entre la chanteuse et ses danseurs, notamment le passage où Shy'm se fait dévêtir par des mains traversant des glory holes pour finir nue, le tout se passant dans un univers médical avec une opération à cœur ouvert.

## Classements
| Classement (2014-15)                    | Meilleure position |
| --------------------------------------- | ------------------ |
| Belgique (Wallonie Ultratop 50 Singles) | 43                 |
| France (SNEP)                           | 29                 |